# Фемке Бол
Фемке Бол (нід. Femke Bol; нар. 23 лютого 2000) — нідерландська легкоатлетка, яка спеціалізується у бігу на короткі дистанції та бар'єрному бігу. Олімпійська чемпіонка 2024 року.

## Спортивні досягнення
Олімпійська чемпіонка у змішаній естафеті на дистанції 4х400 метрів (2024).
Бронзова олімпійська призерка у бігу на 400 метрів з бар'єрами (2021).
Фіналістка Ігор-2021 у змішаній (4-е місце) та жіночій (6-е місце) естафетах 4×400 метрів.
Чемпіонка Діамантової ліги сезону-2021 у бігу на 400 метрів з бар'єрами.
Чемпіонка Європи з бігу на 400 метрів (2022), бігу на 400 метрів з бар'єрами (2022, 2024), естафетного бігу 4×400 метрів серед жінок (2022, 2024). Бронзова призерка чемпіонату Європи у змішаній естафеті 4×400 метрів (2024).
Дворазова чемпіонка Європи в приміщенні у бігу на 400 метрів та в естафеті 4×400 метрів (2021).
Чемпіонка Європи серед юніорів у бігу на 400 метрів з бар'єрами (2019).
Чемпіонка Нідерландів у приміщенні в бігу на 400 метрів (2019, 2020).
Володарка вищого світового досягнення у бігу на 500 метрів у приміщенні (1.05,63; 2023).
Триразова рекордсменка Європи в бігу на 400 метрів з бар'єрами — 52,03 (2019), 51,45 (2023) та 50,95 (2024).
Багаторазова рекордсменка Нідерландів у бігу на 400 метрів, 400 метрів з бар'єрами та в естафеті 4×400 метрів.
Рекордсменка Європи зі змішаного естафетного бігу 4×400 метрів (3.07,43; 2024).

## Основні міжнародні виступи
| Рік  | Змагання                       | Місто             | Місце  | Дисципліна | Примітки |
| ---- | ------------------------------ | ----------------- | ------ | ---------- | -------- |
| 2017 | Чемпіонат Європи серед юніорів | Гроссето          | 2пф8   | 400 м      |          |
| 2019 | Світові естафети               | Йокогама          |        | 4×400 м    |          |
| 2019 | Чемпіонат Європи серед юніорів | Бурос             | 1      | 400 м з/б  |          |
| 2019 | Чемпіонат світу                | Доха              | 1пф8   | 400 м з/б  |          |
| 2019 | 4×400 м                        |                   |        |            |          |
| 2021 | Чемпіонат Європи в приміщенні  | Торунь            | 1      | 400 м      |          |
| 2021 | 1                              | 4×400 м           |        |            |          |
| 2021 | Світові естафети               | Хожув             |        | 4×400 м    |          |
| 2021 |                                | 4×400 м (змішана) | [ 12 ] |            |          |
| 2021 | Олімпійські ігри               | Токіо             | 3      | 400 м з/б  |          |
| 2021 | 4×400 м (змішана)              |                   |        |            |          |
| 2021 | 4×400 м (змішана)              |                   |        |            |          |
| 2022 | Чемпіонат світу в приміщенні   | Белград           | 2      | 400 м      |          |
| 2022 | 2                              | 4×400 м           |        |            |          |
| 2022 | Чемпіонат світу                | Юджин             | 2      | 400 м з/б  |          |
| 2022 | 2                              | 4×400 м (змішана) |        |            |          |

## Визнання
- Легкоатлетка року в Європі (2022[13], 2023[14])
- Нагорода «Зірка, яка сходить, в Європі» Європейської легкоатлетичної асоціації (2021)[15]

## Відео
- Фінальний олімпійський забіг зі змішаного естафетного бігу 4×400 метрів на YouTube

## ДУЖЕ ЗДІБНА
1. ↑  https://www.teamnl.org/sporters/femke-bol
2. ↑  https://www.nrc.nl/nieuws/2024/08/07/waarom-femke-bol-een-van-de-beste-hordenloopsters-is-a4861381
3. ↑  https://www.roma2024.eu/en/meet-the-athletes-femke-bol/
4. ↑  Збірна Нідерландів вирвала перемогу в змішаній естафеті на Олімпіаді-2024. Champion.com.ua (укр.). Процитовано 5 серпня 2024.
5. ↑  2021 Diamond League Champions (PDF). Діамантова ліга. Архів оригіналу (PDF) за 21 січня 2022. Процитовано 21 січня 2022.
6. ↑  Lyles and Hobbs star in 60m showdowns, Bol breaks world best in Boston. Світова легка атлетика. Архів оригіналу за 6 лютого 2023. Процитовано 6 лютого 2023.
7. ↑  McLaughlin smashes world 400m hurdles record in Tokyo with 51.46. Світова легка атлетика. Архів оригіналу за 21 січня 2022. Процитовано 21 січня 2022.
8. ↑  Bol shatters European record to win 400m hurdles bronze. Європейська легкоатлетична асоціація. Архів оригіналу за 21 січня 2022. Процитовано 21 січня 2022.
9. ↑  Bol blazes to 51.45 Diamond League record in London. Світова легка атлетика. Архів оригіналу за 23 липня 2023. Процитовано 23 липня 2023.
10. ↑  European records for Dutch duo Bol and Hassan in London. Європейська легкоатлетична асоціація. Архів оригіналу за 23 липня 2023. Процитовано 23 липня 2023.
11. ↑  Bol breaks European 400m hurdles record in La Chaux-de-Fonds. Світова легка атлетика. Архів оригіналу за 14 липня 2024. Процитовано 14 липня 2024.
12. ↑  Виступала в забігу
13. ↑  Bol, Duplantis, Ingebrigtsen crowned 2022 European Athletes of the Year. Європейська легкоатлетична асоціація. Архів оригіналу за 5 листопада 2022. Процитовано 5 листопада 2022.
14. ↑  Bol and Ingebrigtsen crowned 2023 European Athletes of the Year in Vilnius. Європейська легкоатлетична асоціація. Архів оригіналу за 22 жовтня 2023. Процитовано 22 жовтня 2023.
15. ↑  Hassan and Warholm crowned 2021 European Athletes of the Year. Європейська легкоатлетична асоціація. Архів оригіналу за 14 січня 2022. Процитовано 14 січня 2022.